# American Forests
L'American Forests est une organisation de conservation à but non lucratif 501(c)(3)  et vouée à la protection et à la restauration d'écosystèmes forestiers. Le siège actuel est à Washington.

## Activités
La mission d'American Forests est de « Creating Healthy and Resilient Forests, from Cities to Wilderness, that Deliver Essential Benefits for Climate, People, Water and Wildlife ». Les activités d'American Forests comprennent cinq domaines de programme distincts : la restauration des forêts rurales, le couvert forestier équitable dans les villes, le registre national des arbres champions et la politique forestière.
Équité des arbres pour les communautés mal desservies
Grâce à son programme Community ReLeaf, American Forests relève ce défi en menant le mouvement pour l'équité des arbres dans les villes à travers l'Amérique. Ils s'associent à des dirigeants municipaux et à des groupes communautaires (22 villes et plus) pour développer des programmes de foresterie urbaine fondés sur la science afin de faire croître et de maintenir la canopée des arbres dans les quartiers en retard. Ils défendent et financent la foresterie urbaine, lancent des projets de plantation à fort impact, sensibilisent le public et dirigent les efforts nationaux pour augmenter le financement fédéral, étatique et local des projets de foresterie urbaine.
Reboisement des paysages forestiers ruraux
Partout en Amérique du Nord, des millions d'acres de forêts indigènes ont été perdus ou dégradés par des catastrophes telles que des incendies de forêt, des parasites et des maladies, ainsi que par des actions humaines telles que l'exploitation minière, le développement et le défrichement généralisé pour des pratiques non durables. La restauration des forêts peut ramener les forêts indigènes - et tous les avantages naturels qu'elles procurent à la société - tout en créant des emplois verts.
Registre national des arbres champions
L'American Forests fait appel à des centaines de bénévoles aux États-Unis pour localiser, protéger et enregistrer les plus grands arbres, et pour éduquer le public sur les avantages des arbres et des forêts matures. Il est actif dans les 50 États, le district de Columbia et a été utilisé comme modèle pour de nombreux programmes d'État sur les grands arbres et plusieurs programmes internationaux, dans des endroits tels que l'Australie, la Nouvelle-Zélande, la Corée du Sud et le Mexique. Plus de 750 champions américains sont couronnés chaque année et documentés dans sa publication semestrielle, le Registre national des arbres champions. Pendant plus de 70 ans, l'objectif du programme est resté : préserver et promouvoir la stature emblématique de ces monarques vivants et éduquer les gens sur le rôle clé que ces arbres et forêts remarquables jouent dans le maintien d'un environnement sain.
L'organisation travaille également à plaider en faveur de la protection et de la restauration des forêts rurales et urbaines par le biais de politiques publiques et à impliquer les membres d'une communauté dans la gestion de leurs ressources naturelles par le biais de diverses coalitions communautaires.
L'organisation publie un magazine trimestriel, American Forests, anciennement appelé American Forests and Forest Life (1924-1930), American Forestry (1910-1923), Conservation (1908-1909), Forestry and Irrigation (1902-1908), et The Forester (1895-1901). Les trois premiers numéros du premier volume étaient intitulés New Jersey Forester.

## Histoire
L'American Forests a été fondée en septembre 1875 sous le nom d'American Forestry Association (AFA) par le médecin et horticulteur John Aston Warder (en) et un groupe de citoyens partageant les mêmes idées à Chicago. L'objectif de l'organisation était de collecter et de diffuser des informations sur la foresterie et de favoriser la conservation des forêts existantes. En 1882, l'AFA a été fusionnée avec l'American Forestry Congress, qui a organisé cette année-là à Cincinnati, en Ohio. Elle est devenue immédiatement influente à l'échelle nationale dans la promotion de la cause de la foresterie. En 1889, le nom d'origine a été repris .
Pendant près d'un siècle et demi depuis leur fondation:
- Elle est à l'origine de l'idée d'un système forestier national et du Service des forêts des États-Unis;
- elle crée le premier périodique de conservation dans la nation;
- elle plaide avec succès pour l'expansion des forêts nationales dans l'est des États-Unis;
- elle travaille avec Franklin Roosevelt pour créer le Civilian Conservation Corps;
- elle fournit une plate-forme pour les héros légendaires de la conservation comme Gifford Pinchot, Aldo Leopold et Ansel Adams;
- elle aide à ouvrir la voie et à faire progresser le domaine de la foresterie urbaine[8].

Au cours des premières années de son existence, l'AFA s'est appuyée sur des rapports annuels, des bulletins occasionnels et la presse générale pour la publication d'informations sur la foresterie. En 1897, elle a été constituée et a succédé à la New Jersey Forestry Association la publication du périodique The Forester, changeant plus tard le titre en Forestry and Irrigation, puis Conservation, et, enfin, American Forests. En 1920, l'AFA comptait environ 10 000 membres et était active et influente dans l'éducation de l'opinion publique et dans l'élaboration de la législation forestière .
L'AFA a longtemps été active dans le mouvement de conservation, plaidant pour la création de réserves forestières, pour l'adoption de Weeks Act (en) et pour la création du Civilian Conservation Corps. En 1924, l'AFA a lancé ce qui allait devenir une tradition nationale en faisant don du premier arbre de Noël national vivant à la Maison-Blanche.
En 1940, l'AFA a commencé à tenir le National Register of Champion Trees, une liste des plus grands arbres de chaque espèce indigène et naturelle aux États-Unis. Les candidats au registre national sont nommés par des coordinateurs, des chasseurs de grands arbres et des bénévoles à travers les États-Unis dans ce qui est devenu une compétition annuelle entre les individus, les comtés et même les États pour détenir les champions.
En 1990, l'AFA a créé le programme Global ReLeaf, qui plante des arbres pour restaurer les écosystèmes forestiers aux États-Unis et dans le monde. Actuellement, plus de 40 millions d'arbres ont été plantés grâce à ce programme.
En 1992, l'AFA a changé son nom en American Forests afin de mieux refléter ses efforts environnementaux. Ce qui a commencé comme une association de forestiers professionnels compte maintenant parmi ses membres des personnes qui se soucient des arbres et des forêts : des écologistes, des passionnés de loisirs et des amoureux des arbres.